# Puran Mashi
 (septembre 2013).
Puran Mashi ou Puranmashi fait référence dans le sikhisme à la pleine lune. Dans la tradition hindoue, des offrandes spéciales, des jeûnes sont observés à cette période du mois. Pour les sikhs, il n'y a pas d'attachement particulier à ce jour bien que Guru Nanak soit né un jour de pleine lune, et qu'il parle dans le Guru Granth Sahib, le livre saint des sikhs, dans un écrit d'un jour de lune décroissante. Kabir et Guru Arjan font aussi allusion chacun une fois à la lune dans les Écritures. La pleine lune, la première lune, une nuit sans lune ont, pour beaucoup, au moins sur le sous-continent indien, une signification particulièrecomme ekadashi.